# Pseudocometes basalis
Pseudocometes basalis är en skalbaggsart som beskrevs av Jean François Villiers 1958. Pseudocometes basalis ingår i släktet Pseudocometes och familjen långhorningar. Inga underarter finns listade i Catalogue of Life.